# Póvoa de Santa Iria
Póvoa de Santa Iria is een stad en freguesia in de Portugese gemeente Vila Franca de Xira in het district Lissabon. In 2001 was het inwonertal 24.277 op een oppervlakte van 3,95 km². Póvoa de Santa Iria bestaat sinds 13 april 1916 en heeft sinds 24 juni 1999 de status van stad (cidade).